# Nationalratswahlkreis Aargau
Der Nationalratswahlkreis Aargau ist ein Wahlkreis bei Wahlen in den Schweizer Nationalrat, der den gesamten Kanton Aargau umfasst. Er bestand von 1848 bis 1851 und besteht wieder seit 1919.

## Entstehung und Wahlverfahren
Der Wahlkreis war erstmals 1848 gebildet worden. Es kam damals das Majorzwahlrecht zur Anwendung. Im Sinne der romanischen Mehrheitswahl benötigte ein Kandidat die absolute Mehrheit der Stimmen, um gewählt zu werden. Zur Verteilung aller Sitze waren unter Umständen mehrere Wahlgänge notwendig; jeder Wähler hatte so viele Stimmen, wie Sitze zu vergeben waren.
1851 erfolgte eine Aufteilung in die drei Wahlkreise Aargau-Mitte, Aargau-Nord und Aargau-Südwest; 1890 kam der Wahlkreis Aargau-Südost hinzu. Die Wahlkreise wurden 1919 wieder zusammengelegt. Seither wird das Proporzwahlrecht angewendet, bei der die Sitze im Verhältnis zu allen abgegebenen Stimmen auf die zur Auswahl stehenden Listen verteilt werden.

## Sitzzahl
Aufgrund der Bevölkerungsentwicklung variierte die Anzahl der Sitze, die dem Wahlkreis Aargau zur Verfügung standen:
- 1848: 9 Sitze
- 1919 bis 1951: 12 Sitze
- 1951 bis 1971: 13 Sitze
- 1971 bis 1995: 14 Sitze
- 1995 bis 2015: 15 Sitze
- seit 2015: 16 Sitze

## Nationalräte
- G = Gesamterneuerungswahl
- B = Ergänzungswahl für einen Bundesrat (nur Majorz)
- E = Ersatzwahl bei Vakanzen (nur Majorz)
- N = Nachrücker (nur Proporz)

| Auto-Partei (AP), Freiheits-Partei der Schweiz (FPS) Bürgerlich-Demokratische Partei (BDP) Konservative Volkspartei (KVP), Konservativ-Christlichsoziale Volkspartei (KCV), Christlichdemokratische Volkspartei (CVP) Evangelische Volkspartei (EVP) Freisinnige Linke (FL), Freisinnig-Demokratische Partei bzw. FDP.Die Liberalen (FDP) Grünliberale Partei (glp) Grüne Kanton Aargau (1987 Teil des Grünen Bündnis, ab 1991 der Grünen Partei bzw. Grünen Schweiz) | Jungbauernbewegung (JB) Landesring der Unabhängigen (LdU) Liberale Mitte (LM) Die Mitte (Mitte) Republikanische Bewegung (RB) Sozialdemokratische Partei (SP) Bauern-, Gewerbe- und Bürgerpartei (BGB), Schweizerische Volkspartei (SVP) |

### Majorz (1848 bis 1851)
| Datum                            | Wahl | Gewählte | Gewählte | Partei |
| -------------------------------- | ---- | -------- | --- | ------ |
| 15.10.1848 29.10.1848 05.11.1848 | G    |          | Johann Peter Bruggisser, Johann Dössekel, Adolf Fischer, Friedrich Frey-Herosé, Johann Ulrich Hanauer, Gottlieb Jäger, Karl Ferdinand Schimpf, Karl Rudolf Tanner | FL     |
| 15.10.1848 29.10.1848 05.11.1848 | G    |          | Jakob Isler | LM     |
|                                  |      |          | |        |
| 25.02.1849                       | B    |          | Samuel Friedrich Siegfried | FL     |
|                                  |      |          | |        |
| 11.03.1849                       | E    |          | Friedrich Schmid | LM     |
|                                  |      |          | |        |
| 09.09.1849                       | E    |          | Franz Waller | FL     |

### Proporz (ab 1919)
| Datum      | Wahl | Gewählte | Gewählte | Partei |  |  |
| ---------- | ---- | -------- | --- | ------ |  |  |
| 26.10.1919 | G    |          | Heinrich Roman Abt, Jakob Baumann, Richard Zschokke                                                                           | BGB    |  |  |
| 26.10.1919 | G    |          | Otto Hunziker, Emil Keller, Josef Jäger                                                                                       | FDP    |  |  |
| 26.10.1919 | G    |          | Franz Xaver Eggspühler, Josef Jakob Strebel, Alfred Wyrsch                                                                    | KVP    |  |  |
| 26.10.1919 | G    |          | Karl Killer, Hermann Müri, Arthur Schmid sr.                                                                                  | SP     |  |  |
|            |      |          | |        |  |  |
| 06.06.1921 | N    |          | Hans Hilfiker | KVP    |  |  |
|            |      |          | |        |  |  |
| 29.10.1922 | G    |          | Heinrich Roman Abt, Jakob Baumann, Richard Zschokke                                                                           | BGB    |  |  |
| 29.10.1922 | G    |          | Otto Hunziker, Josef Jäger | FDP    |  |  |
| 29.10.1922 | G    |          | Franz Xaver Eggspühler, Emil Nietlispach, Alfred Wyrsch                                                                       | KVP    |  |  |
| 29.10.1922 | G    |          | Karl Killer, Hermann Müri, Arthur Schmid sr., Adolf Welti                                                                     | SP     |  |  |
|            |      |          | |        |  |  |
| 29.09.1924 | N    |          | Karl Braun | KVP    |  |  |
|            |      |          | |        |  |  |
| 25.10.1925 | G    |          | Heinrich Roman Abt, Jakob Baumann, Richard Zschokke                                                                           | BGB    |  |  |
| 25.10.1925 | G    |          | Otto Hunziker, Emil Keller | FDP    |  |  |
| 25.10.1925 | G    |          | Franz Xaver Eggspühler, Hans Fricker Emil Nietlispach                                                                         | KVP    |  |  |
| 25.10.1925 | G    |          | Karl Killer, Hermann Müri, Arthur Schmid sr., Adolf Welti                                                                     | SP     |  |  |
|            |      |          | |        |  |  |
| 28.10.1928 | G    |          | Heinrich Roman Abt, Jakob Baumann, Richard Zschokke                                                                           | BGB    |  |  |
| 28.10.1928 | G    |          | Otto Hunziker, Emil Keller | FDP    |  |  |
| 28.10.1928 | G    |          | Franz Xaver Eggspühler, Hans Fricker, Emil Nietlispach                                                                        | KVP    |  |  |
| 28.10.1928 | G    |          | Karl Killer, Hermann Müri, Arthur Schmid sr., Adolf Welti                                                                     | SP     |  |  |
|            |      |          | |        |  |  |
| 03.06.1930 | N    |          | August Mühlebach | KVP    |  |  |
|            |      |          | |        |  |  |
| 25.10.1931 | G    |          | Heinrich Roman Abt, Jakob Baumann, Richard Zschokke                                                                           | BGB    |  |  |
| 25.10.1931 | G    |          | Otto Hunziker, Emil Keller | FDP    |  |  |
| 25.10.1931 | G    |          | Hans Fricker, August Mühlebach, Emil Nietlispach                                                                              | KVP    |  |  |
| 25.10.1931 | G    |          | Karl Killer, Hermann Müri, Arthur Schmid sr., Adolf Welti                                                                     | SP     |  |  |
|            |      |          | |        |  |  |
| 28.03.1933 | N    |          | Max Rohr | KVP    |  |  |
|            |      |          | |        |  |  |
| 13.03.1934 | N    |          | Leonz Fischer | KVP    |  |  |
|            |      |          | |        |  |  |
| 27.10.1935 | G    |          | Heinrich Roman Abt, Jakob Baumann                                                                                             | BGB    |  |  |
| 27.10.1935 | G    |          | Otto Hunziker, Emil Keller | FDP    |  |  |
| 27.10.1935 | G    |          | Jakob Steiner | JB     |  |  |
| 27.10.1935 | G    |          | Leonz Fischer, Emil Nietlispach, Max Rohr                                                                                     | KVP    |  |  |
| 27.10.1935 | G    |          | Karl Killer, Hermann Müri, Arthur Schmid sr., Adolf Welti                                                                     | SP     |  |  |
|            |      |          | |        |  |  |
| 23.06.1938 | N    |          | Walther Kohler | SP     |  |  |
|            |      |          | |        |  |  |
| 29.10.1939 | G    |          | Heinrich Roman Abt, Jakob Baumann                                                                                             | BGB    |  |  |
| 29.10.1939 | G    |          | Emil Keller, August Schirmer                                                                                                  | FDP    |  |  |
| 29.10.1939 | G    |          | Leonz Fischer, Emil Nietlispach, Max Rohr                                                                                     | KVP    |  |  |
| 29.10.1939 | G    |          | Adolf Gloor, Walther Kohler, Karl Killer, Arthur Schmid sr., Adolf Welti                                                      | SP     |  |  |
|            |      |          | |        |  |  |
| 02.06.1942 | N    |          | Eugen Bircher | BGB    |  |  |
| 02.06.1942 | N    |          | Ernst Meier | KVP    |  |  |
|            |      |          | |        |  |  |
| 21.09.1942 | N    |          | Karl Renold | BGB    |  |  |
|            |      |          | |        |  |  |
| 31.10.1943 | G    |          | Eugen Bircher, Karl Renold | BGB    |  |  |
| 31.10.1943 | G    |          | August Schirmer, Ernst Speiser                                                                                                | FDP    |  |  |
| 31.10.1943 | G    |          | Leonz Fischer, Ernst Meier, Max Rohr                                                                                          | KVP    |  |  |
| 31.10.1943 | G    |          | Adolf Aeschbach, Adolf Gloor, Walther Kohler, Arthur Schmid sr., Rudolf Siegrist                                              | SP     |  |  |
|            |      |          | |        |  |  |
| 18.09.1944 | N    |          | Werner Allemann | SP     |  |  |
|            |      |          | |        |  |  |
| 26.10.1947 | G    |          | Eugen Bircher, Karl Renold | BGB    |  |  |
| 26.10.1947 | G    |          | Ernst Speiser, Erwin Triebold, Walter Widmer                                                                                  | FDP    |  |  |
| 26.10.1947 | G    |          | Jakob Käch, Ernst Meier, Max Rohr                                                                                             | KVP    |  |  |
| 26.10.1947 | G    |          | Adolf Aeschbach, Werner Allemann, Arthur Schmid sr., Rudolf Siegrist                                                          | SP     |  |  |
|            |      |          | |        |  |  |
| 07.06.1948 | N    |          | August Schirmer | FDP    |  |  |
|            |      |          | |        |  |  |
| 28.10.1951 | G    |          | Eugen Bircher, Karl Renold | BGB    |  |  |
| 28.10.1951 | G    |          | August Schirmer, Erwin Triebold, Walter Widmer                                                                                | FDP    |  |  |
| 28.10.1951 | G    |          | Jakob Käch, Ernst Meier, Max Rohr, Xaver Stöckli                                                                              | KVP    |  |  |
| 28.10.1951 | G    |          | Adolf Aeschbach, Werner Allemann, Arthur Schmid sr., Rudolf Siegrist                                                          | SP     |  |  |
|            |      |          | |        |  |  |
| 30.10.1955 | G    |          | Eugen Bircher, Karl Steiner                                                                                                   | BGB    |  |  |
| 30.10.1955 | G    |          | Ernst Bachmann, August Schirmer, Walter Widmer                                                                                | FDP    |  |  |
| 30.10.1955 | G    |          | Ernst Meier, Robert Reimann, Max Rohr                                                                                         | KVP    |  |  |
| 30.10.1955 | G    |          | Adolf Doswald | LdU    |  |  |
| 30.10.1955 | G    |          | Adolf Aeschbach, Werner Allemann, Arthur Schmid sr., Rudolf Siegrist                                                          | SP     |  |  |
|            |      |          | |        |  |  |
| 01.12.1958 | N    |          | Walter Gloor | SP     |  |  |
|            |      |          | |        |  |  |
| 25.10.1959 | G    |          | Karl Steiner, Hans Strahm | BGB    |  |  |
| 25.10.1959 | G    |          | Ernst Bachmann, Walther Leber, Walter Widmer                                                                                  | FDP    |  |  |
| 25.10.1959 | G    |          | Ernst Meier, Robert Reimann, Paul Schib                                                                                       | KCV    |  |  |
| 25.10.1959 | G    |          | Adolf Doswald | LdU    |  |  |
| 25.10.1959 | G    |          | Werner Allemann, Walter Gloor, Ernst Haller, Arthur Schmid jr.                                                                | SP     |  |  |
|            |      |          | |        |  |  |
| 05.06.1961 | N    |          | Heinrich Staehelin | LdU    |  |  |
|            |      |          | |        |  |  |
| 18.12.1961 | N    |          | Rudolf Wartmann | FDP    |  |  |
|            |      |          | |        |  |  |
| 27.10.1963 | G    |          | Karl Steiner, Hans Strahm | BGB    |  |  |
| 27.10.1963 | G    |          | Walther Leber, Rudolf Wartmann, Walter Widmer                                                                                 | FDP    |  |  |
| 27.10.1963 | G    |          | Julius Binder, Paul Schib, Karl Trottmann                                                                                     | KCV    |  |  |
| 27.10.1963 | G    |          | Heinrich Staehelin | LdU    |  |  |
| 27.10.1963 | G    |          | Walter Gloor, Ernst Haller, Arthur Schmid jr., Walter Schmidt                                                                 | SP     |  |  |
| 27.10.1963 | G    |          | |        |  |  |
| 14.03.1966 | N    |          | Walter Baumann | BGB    |  |  |
|            |      |          | |        |  |  |
| 29.10.1967 | G    |          | Walter Baumann, Hans Roth | BGB    |  |  |
| 29.10.1967 | G    |          | Peter Grünig, Rudolf Wartmann                                                                                                 | FDP    |  |  |
| 29.10.1967 | G    |          | Julius Binder, Paul Schib, Karl Trottmann                                                                                     | KCV    |  |  |
| 29.10.1967 | G    |          | Alfred Rasser, Heinrich Staehelin                                                                                             | LdU    |  |  |
| 29.10.1967 | G    |          | Ernst Haller, Louis Lang, Arthur Schmid jr., Walter Schmidt                                                                   | SP     |  |  |
|            |      |          | |        |  |  |
| 02.06.1969 | N    |          | Max Chopard | SP     |  |  |
|            |      |          | |        |  |  |
| 31.10.1971 | G    |          | Julius Binder, Albert Rüttimann, Karl Trottmann                                                                               | CVP    |  |  |
| 31.10.1971 | G    |          | Peter Grünig, Hans Letsch, Urs Schwarz                                                                                        | FDP    |  |  |
| 31.10.1971 | G    |          | Alfred Rasser, Heinrich Staehelin                                                                                             | LdU    |  |  |
| 31.10.1971 | G    |          | Josef Fischer | RB     |  |  |
| 31.10.1971 | G    |          | Max Chopard, Ernst Haller, Arthur Schmid jr.                                                                                  | SP     |  |  |
| 31.10.1971 | G    |          | Walter Baumann, Hans Roth | SVP    |  |  |
|            |      |          | |        |  |  |
| 26.10.1975 | G    |          | Albert Rüttimann, Karl Trottmann, Leo Weber                                                                                   | CVP    |  |  |
| 26.10.1975 | G    |          | Peter Grünig, Hans Letsch, Urs Schwarz                                                                                        | FDP    |  |  |
| 26.10.1975 | G    |          | Heinrich Staehelin | LdU    |  |  |
| 26.10.1975 | G    |          | Josef Fischer | RB     |  |  |
| 26.10.1975 | G    |          | Max Chopard, Ernst Haller, Arthur Schmid jr., Herbert Zehnder                                                                 | SP     |  |  |
| 26.10.1975 | G    |          | Walter Baumann, Hans Roth | SVP    |  |  |
|            |      |          | |        |  |  |
| 01.03.1976 | N    |          | Andreas Müller | LdU    |  |  |
|            |      |          | |        |  |  |
| 28.11.1977 | N    |          | Bruno Hunziker | FDP    |  |  |
|            |      |          | |        |  |  |
| 21.10.1979 | G    |          | Beda Humbel, Anton Keller, Albert Rüttimann, Leo Weber                                                                        | CVP    |  |  |
| 21.10.1979 | G    |          | Bruno Hunziker, Willy Loretan, Urs Schwarz                                                                                    | FDP    |  |  |
| 21.10.1979 | G    |          | Andreas Müller | LdU    |  |  |
| 21.10.1979 | G    |          | Silvio Bircher, Max Chopard, Ursula Mauch, Herbert Zehnder                                                                    | SP     |  |  |
| 21.10.1979 | G    |          | Walter Baumann, Hans Roth | SVP    |  |  |
|            |      |          | |        |  |  |
| 23.10.1983 | G    |          | Beda Humbel, Anton Keller, Albert Rüttimann, Leo Weber                                                                        | CVP    |  |  |
| 23.10.1983 | G    |          | Bruno Hunziker, Willy Loretan, Urs Schwarz                                                                                    | FDP    |  |  |
| 23.10.1983 | G    |          | Andreas Müller | LdU    |  |  |
| 23.10.1983 | G    |          | Silvio Bircher, Max Chopard, Ursula Mauch, Herbert Zehnder                                                                    | SP     |  |  |
| 23.10.1983 | G    |          | Reinhard Müller, Hans Roth | SVP    |  |  |
|            |      |          | |        |  |  |
| 18.10.1987 | G    |          | Beda Humbel, Anton Keller, Albert Rüttimann                                                                                   | CVP    |  |  |
| 18.10.1987 | G    |          | Ulrich Fischer, Willy Loretan, Rolf Mauch                                                                                     | FDP    |  |  |
| 18.10.1987 | G    |          | Hanspeter Thür | Grüne  |  |  |
| 18.10.1987 | G    |          | Andreas Müller | LdU    |  |  |
| 18.10.1987 | G    |          | Silvio Bircher, Ursula Mauch, Hans Zbinden                                                                                    | SP     |  |  |
| 18.10.1987 | G    |          | Theo Fischer, Reinhard Müller, Maximilian Reimann                                                                             | SVP    |  |  |
|            |      |          | |        |  |  |
| 17.09.1990 | N    |          | Peter Bircher | CVP    |  |  |
|            |      |          | |        |  |  |
| 26.11.1990 | N    |          | Samuel Meier | LdU    |  |  |
|            |      |          | |        |  |  |
| 20.10.1991 | G    |          | Ulrich Giezendanner, René Moser                                                                                               | AP     |  |  |
| 20.10.1991 | G    |          | Peter Bircher, Anton Keller                                                                                                   | CVP    |  |  |
| 20.10.1991 | G    |          | Ulrich Fischer, Rolf Mauch, Luzi Stamm                                                                                        | FDP    |  |  |
| 20.10.1991 | G    |          | Hanspeter Thür | Grüne  |  |  |
| 20.10.1991 | G    |          | Samuel Meier | LdU    |  |  |
| 20.10.1991 | G    |          | Silvio Bircher, Ursula Mauch                                                                                                  | SP     |  |  |
| 20.10.1991 | G    |          | Theo Fischer, Reinhard Müller, Maximilian Reimann                                                                             | SVP    |  |  |
|            |      |          | |        |  |  |
| 01.06.1993 | N    |          | Hans Zbinden | SP     |  |  |
|            |      |          | |        |  |  |
| 22.10.1995 | G    |          | Peter Bircher, Melchior Ehrler                                                                                                | CVP    |  |  |
| 22.10.1995 | G    |          | Christine Egerszegi-Obrist, Ulrich Fischer, Luzi Stamm                                                                        | FDP    |  |  |
| 22.10.1995 | G    |          | Ulrich Giezendanner, René Moser                                                                                               | FPS    |  |  |
| 22.10.1995 | G    |          | Hanspeter Thür | Grüne  |  |  |
| 22.10.1995 | G    |          | Samuel Meier | LdU    |  |  |
| 22.10.1995 | G    |          | Doris Stump, Agnes Weber, Hans Zbinden                                                                                        | SP     |  |  |
| 22.10.1995 | G    |          | Theo Fischer, Ernst Hasler, Christian Speck                                                                                   | SVP    |  |  |
|            |      |          | |        |  |  |
| 01.03.1999 | N    |          | Regina Ammann Schoch | LdU    |  |  |
| 01.03.1999 | N    |          | Katrin Kuhn | Grüne  |  |  |
|            |      |          | |        |  |  |
| 24.10.1999 | G    |          | Melchior Ehrler, Doris Leuthard, Guido A. Zäch                                                                                | CVP    |  |  |
| 24.10.1999 | G    |          | Heiner Studer | EVP    |  |  |
| 24.10.1999 | G    |          | Christine Egerszegi-Obrist, Ulrich Fischer, Luzi Stamm                                                                        | FDP    |  |  |
| 24.10.1999 | G    |          | Urs Hofmann, Doris Stump, Hans Zbinden                                                                                        | SP     |  |  |
| 24.10.1999 | G    |          | Ulrich Giezendanner, Walter Glur, Hans Ulrich Mathys, Ulrich Siegrist, Christian Speck                                        | SVP    |  |  |
|            |      |          | |        |  |  |
| 15.04.2002 | N    |          | Pascale Bruderer | SP     |  |  |
|            |      |          | |        |  |  |
| 19.10.2003 | G    |          | Ruth Humbel Näf, Doris Leuthard                                                                                               | CVP    |  |  |
| 19.10.2003 | G    |          | Heiner Studer | EVP    |  |  |
| 19.10.2003 | G    |          | Christine Egerszegi-Obrist, Philipp Müller                                                                                    | FDP    |  |  |
| 19.10.2003 | G    |          | Geri Müller | Grüne  |  |  |
| 19.10.2003 | G    |          | Pascale Bruderer, Urs Hofmann, Doris Stump                                                                                    | SP     |  |  |
| 19.10.2003 | G    |          | Ulrich Giezendanner, Walter Glur, Hans Ulrich Mathys, Ulrich Siegrist, Christian Speck, Luzi Stamm                            | SVP    |  |  |
|            |      |          | |        |  |  |
| 30.05.2005 | N    |          | Lieni Füglistaller | SVP    |  |  |
|            |      |          | |        |  |  |
| 18.09.2006 | N    |          | Markus Zemp | CVP    |  |  |
|            |      |          | |        |  |  |
| 21.10.2007 | G    |          | Esther Egger-Wyss, Ruth Humbel Näf, Markus Zemp                                                                               | CVP    |  |  |
| 21.10.2007 | G    |          | Corina Eichenberger-Walther, Philipp Müller                                                                                   | FDP    |  |  |
| 21.10.2007 | G    |          | Geri Müller | Grüne  |  |  |
| 21.10.2007 | G    |          | Pascale Bruderer, Urs Hofmann, Doris Stump                                                                                    | SP     |  |  |
| 21.10.2007 | G    |          | Sylvia Flückiger-Bäni, Lieni Füglistaller, Ulrich Giezendanner, Walter Glur, Hans Killer, Luzi Stamm                          | SVP    |  |  |
|            |      |          | |        |  |  |
| 02.03.2009 | N    |          | Max Chopard-Acklin | SP     |  |  |
|            |      |          | |        |  |  |
| 23.10.2011 | G    |          | Bernhard Guhl | BDP    |  |  |
| 23.10.2011 | G    |          | Ruth Humbel Näf | CVP    |  |  |
| 23.10.2011 | G    |          | Corina Eichenberger-Walther, Philipp Müller                                                                                   | FDP    |  |  |
| 23.10.2011 | G    |          | Beat Flach | GLP    |  |  |
| 23.10.2011 | G    |          | Geri Müller | Grüne  |  |  |
| 23.10.2011 | G    |          | Max Chopard-Acklin, Yvonne Feri, Cédric Wermuth                                                                               | SP     |  |  |
| 23.10.2011 | G    |          | Sylvia Flückiger-Bäni, Ulrich Giezendanner, Hans Killer, Hansjörg Knecht, Maximilian Reimann, Luzi Stamm                      | SVP    |  |  |
|            |      |          | |        |  |  |
| 18.10.2015 | G    |          | Bernhard Guhl | BDP    |  |  |
| 18.10.2015 | G    |          | Ruth Humbel Näf | CVP    |  |  |
| 18.10.2015 | G    |          | Thierry Burkart, Corina Eichenberger-Walther, Matthias Jauslin                                                                | FDP    |  |  |
| 18.10.2015 | G    |          | Beat Flach | GLP    |  |  |
| 18.10.2015 | G    |          | Jonas Fricker | Grüne  |  |  |
| 18.10.2015 | G    |          | Yvonne Feri, Cédric Wermuth                                                                                                   | SP     |  |  |
| 18.10.2015 | G    |          | Thomas Burgherr, Sylvia Flückiger-Bäni, Ulrich Giezendanner, Andreas Glarner, Hansjörg Knecht, Maximilian Reimann, Luzi Stamm | SVP    |  |  |
|            |      |          | |        |  |  |
| 27.11.2017 | N    |          | Irène Kälin | Grüne  |  |  |
|            |      |          | |        |  |  |
| 20.10.2019 | G    |          | Marianne Binder-Keller, Ruth Humbel Näf                                                                                       | CVP    |  |  |
| 20.10.2019 | G    |          | Lilian Studer | EVP    |  |  |
| 20.10.2019 | G    |          | Matthias Jauslin, Maja Riniker                                                                                                | FDP    |  |  |
| 20.10.2019 | G    |          | Beat Flach | GLP    |  |  |
| 20.10.2019 | G    |          | Irène Kälin | Grüne  |  |  |
| 20.10.2019 | G    |          | Yvonne Feri, Gabriela Suter, Cédric Wermuth                                                                                   | SP     |  |  |
| 20.10.2019 | G    |          | Martina Bircher, Thomas Burgherr, Jean-Pierre Gallati, Benjamin Giezendanner, Andreas Glarner, Stefanie Heimgartner           | SVP    |  |  |
|            |      |          | |        |  |  |
| 02.03.2020 | N    |          | Alois Huber | SVP    |  |  |
|            |      |          | |        |  |  |
| 22.10.2023 | G    |          | Matthias Jauslin, Maja Riniker                                                                                                | FDP    |  |  |
| 22.10.2023 | G    |          | Beat Flach | GLP    |  |  |
| 22.10.2023 | G    |          | Irène Kälin | Grüne  |  |  |
| 22.10.2023 | G    |          | Maya Bally, Andreas Meier | Mitte  |  |  |
| 22.10.2023 | G    |          | Simona Brizzi, Gabriela Suter, Cédric Wermuth                                                                                 | SP     |  |  |
| 22.10.2023 | G    |          | Martina Bircher, Thomas Burgherr, Benjamin Giezendanner, Andreas Glarner, Stefanie Heimgartner, Alois Huber, Christoph Riner  | SVP    |  |  |

## Wähleranteile
Nachfolgend findet sich eine Übersicht über die Wähleranteile der verschiedenen Parteien und Listen seit Einführung des Proporzwahlrechts im Jahr 1919:
| Jahr | BGB/SVP | SP     | FDP    | Mitte 1 | K./KC/CVP | BDP   | glp   | Grüne | EVP   | NA/SD | AP/FPS | LdU    | REP   | JB    | Weitere                                                              | Jahr |
| ---- | ------- | ------ | ------ | ------- | --------- | ----- | ----- | ----- | ----- | ----- | ------ | ------ | ----- | ----- | -------------------------------------------------------------------- | ---- |
| 1919 | 19,8 %  | 27,8 % | 25,1 % | 24,5 %  | 24,5 %    |       |       |       |       |       |        |        |       |       | Grütli 2,8 %                                                         | 1919 |
| 1922 | 23,9 %  | 29,8 % | 19,8 % | 22,6 %  | 22,6 %    |       |       |       | 2,7 % |       |        |        |       |       | Grütli 1,2 %                                                         | 1922 |
| 1925 | 22,4 %  | 34,5 % | 20,4 % | 22,7 %  | 22,7 %    |       |       |       |       |       |        |        |       |       |                                                                      | 1925 |
| 1928 | 21,4 %  | 36,3 % | 20,1 % | 22,2 %  | 22,2 %    |       |       |       |       |       |        |        |       |       |                                                                      | 1928 |
| 1931 | 22,2 %  | 35,1 % | 19,7 % | 22,2 %  | 22,2 %    |       |       |       |       |       |        |        |       |       | KP 0,8 %                                                             | 1931 |
| 1935 | 16,0 %  | 35,9 % | 17,5 % | 22,0 %  | 22,0 %    |       |       |       | 3,7 % |       |        |        |       | 4,8 % |                                                                      | 1935 |
| 1939 | 14,7 %  | 33,7 % | 16,3 % | 21,9 %  | 21,9 %    |       |       |       | 3,5 % |       |        | 4,4 %  |       | 5,4 % |                                                                      | 1939 |
| 1943 | 17,1 %  | 36,3 % | 18,5 % | 20,5 %  | 20,5 %    |       |       |       |       |       |        | 4,4 %  |       | 3,2 % |                                                                      | 1943 |
| 1947 | 16,5 %  | 35,7 % | 18,7 % | 22,4 %  | 22,4 %    |       |       |       | 4,6 % |       |        |        |       |       | PdA 2,1 %                                                            | 1947 |
| 1951 | 15,6 %  | 33,2 % | 18,9 % | 22,5 %  | 22,5 %    |       |       |       | 3,6 % |       |        | 6,2 %  |       |       |                                                                      | 1951 |
| 1955 | 14,6 %  | 34,5 % | 19,2 % | 23,0 %  | 23,0 %    |       |       |       |       |       |        | 6,5 %  |       |       | Freie dem. u. evang. Wähler 2,2 %                                    | 1955 |
| 1959 | 14,9 %  | 31,4 % | 18,7 % | 22,9 %  | 22,9 %    |       |       |       | 3,3 % |       |        | 6,7 %  |       |       | Freie Stimmbürger 2,2 %                                              | 1959 |
| 1963 | 14,4 %  | 31,1 % | 19,6 % | 22,9 %  | 22,9 %    |       |       |       | 2,8 % |       |        | 5,5 %  |       |       | Freie Stimmb. 2,7 %, Parteil. Evang. 1,1 %                           | 1963 |
| 1967 | 14,7 %  | 28,3 % | 15,4 % | 20,2 %  | 20,2 %    |       |       |       |       | 2,7 % |        | 11,7 % |       |       | T67 4,0 %, Freie Stimmb. 2,7 %, Diverse 0,4 %                        | 1967 |
| 1971 | 12,5 %  | 23,9 % | 15,9 % | 20,0 %  | 20,0 %    |       |       |       | 3,8 % | 3,4 % |        | 9,4 %  | 5,8 % |       | T67 2,6 %, Freie Stimmb. 1,9 %, Diverse 0,7 %                        | 1971 |
| 1975 | 12,8 %  | 24,2 % | 17,7 % | 20,7 %  | 20,7 %    |       |       |       | 4,6 % | 3,5 % |        | 6,6 %  | 6,5 % |       | T67 2,0 %, RML 0,6 %, POCH 0,6 %, Diverse 0,3 %                      | 1975 |
| 1979 | 13,9 %  | 27,6 % | 20,5 % | 22,5 %  | 22,5 %    |       |       |       | 5,0 % | 1,6 % |        | 5,5 %  | 2,1 % |       | RML 0,9 %, Diverse 0,2 %                                             | 1979 |
| 1983 | 14,1 %  | 27,5 % | 20,2 % | 21,5 %  | 21,5 %    |       |       |       | 5,0 % | 4,0 % |        | 5,9 %  |       |       | SAP 1,2 %, Diverse 0,5 %                                             | 1983 |
| 1987 | 15,7 %  | 18,5 % | 20,3 % | 18,9 %  | 18,9 %    |       |       | 6,9 % | 3,4 % | 4,5 % | 5,3 %  | 4,7 %  |       |       | EDU 1,0 %, Diverse 0,9 %                                             | 1987 |
| 1991 | 17,9 %  | 17,4 % | 16,4 % | 14,5 %  | 14,5 %    |       |       | 6,8 % | 3,3 % | 4,5 % | 13,2 % | 4,3 %  |       |       | EDU 1,4 %, Diverse 0,4 %                                             | 1991 |
| 1995 | 19,8 %  | 19,4 % | 15,8 % | 14,2 %  | 14,2 %    |       |       | 5,3 % | 3,0 % | 4,5 % | 11,3 % | 3,3 %  |       |       | EDU 1,3 %, Frauen 1,0 %, KVP 0,7 %, Diverse 0,3 %                    | 1995 |
| 1999 | 31,8 %  | 18,7 % | 17,2 % | 16,3 %  | 16,3 %    |       |       | 4,4 % | 3,8 % | 2,7 % | 1,4 %  | 2,0 %  |       |       | EDU 1,4 %, Diverse 0,1 %                                             | 1999 |
| 2003 | 34,8 %  | 21,2 % | 15,3 % | 15,6 %  | 15,6 %    |       |       | 5,1 % | 5,2 % | 1,4 % | 0,2 %  |        |       |       | AL 0,8 %, PNOS 0,1 %,                                                | 2003 |
| 2007 | 36,2 %  | 17,9 % | 13,6 % | 13,5 %  | 13,5 %    |       |       | 8,1 % | 4,2 % | 0,7 % |        |        |       |       | U. Siegrist 1,2 %, EDU 1,2 %, KVP 0,3 %, Diverse 0,2 %               | 2007 |
| 2011 | 34,8 %  | 18,0 % | 11,5 % | 16,7 %  | 10,6 %    | 6,1 % | 5,7 % | 7,3 % | 3,2 % | 0,4 % |        |        |       |       | EDU 1,2 %, Piraten 0,8 %, SLB 0,5 %                                  | 2011 |
| 2015 | 38,0 %  | 16,1 % | 15,1 % | 13,7 %  | 8,6 %     | 5,1 % | 5,2 % | 5,5 % | 3,3 % |       |        |        |       |       | EDU 1,1 %, Ecopop 0,8 %, Piraten 0,6 %, Diverse 0,6 %                | 2015 |
| 2019 | 31,5 %  | 16,5 % | 13,6 % | 13,0 %  | 9,9 %     | 3,1 % | 8,5 % | 9,8 % | 3,6 % |       |        |        |       |       | M. Reimann 1,4 %, EDU 1,0 %, Piraten 0,3 %, Diverse 0,7 %            | 2019 |
| 2023 | 33,5 %  | 16,4 % | 13,1 % | 12,0 %  |           |       | 8,5 % | 7,1 % | 4,5 % |       |        |        |       |       | EDU 1,0 %, Mass-Voll! 0,3 %, Piraten 0,3 %, PdA 0,1 %, Diverse 0,8 % | 2023 |